# Александров, Андрей Юрьевич
Андрей Юрьевич Александров  (род. 21 мая 1966, Майкоп, Адыгейская автономная область, Краснодарский край, РСФСР, СССР) — российский организатор высшего образования, учёный-экономист, историк, правовед; региональный (Чувашская Республика) государственный деятель.
Ректор Чувашского государственного университета им. И. Н. Ульянова, председатель Совета ректоров вузов Чувашии (с 2014). Депутат VI и VII созывов Государственного совета Чувашской Республики (с 2016, «Единая Россия»), член его президиума (с 2021).
Кандидат экономических наук (2004), доцент ЧГУ им. И. Н. Ульянова (с 2006); Почётный работник высшего профессионального образования Российской Федерации (2013).

## Биография

### Происхождение
Андрей Александров родился 21 мая 1966 года в городе Майкопе Краснодарского края в семье советского учёного-селекционера — Александрова Юрия Александровича. Родители — выходцы из Чувашии: отец родился в деревне Байсубаково (Чебоксарский район); мать — в селе Советское (Советский район), по профессии — биолог, работала в научной лаборатории. Родители происходят из многодетных семей. Оба деда — участники Великой Отечественной войны, один из которых погиб в 1944 году.
По собственным словам, Андрей Александров научился читать в четыре года, а в 8 лет прочитал «Трех мушкетеров» Дюма; будучи в третьем классе свои первые деньги заработал на чайных плантациях Краснодарского края («И заработал 10 рублей. / Купил велосипед „Орленок“ и проездил на нем несколько лет»).
В школьные годы Андрей Александров с родителями переехал в Цивильский район Чувашской АССР, где его отец начал работать в должности директора Чувашской проектно-изыскательской станции химизации сельского хозяйства. После переезда учился в средней школе № 1 города Цивильска. В школьные годы собирал марки (космос, фауна, живопись. «Марки это же, по-сути, — картины в миниатюре. Настолько это шедеврально»). Ходил в кружок юных натуралистов. После окончания школы в 1983 году поступил на историко-филологический факультет Чувашского государственного университета имени И. Н. Ульянова.
В 1984—1986 годах проходил военную службу по призыву в рядах Вооружённых Сил СССР. С июня по октябрь 1984 года служба проходила на территории Туркменской ССР, с октября 1984 по апрель 1986 — в составе танкового подразделения на территории Демократической Республики Афганистан; участник войны в Афганистане. Имеет воинскую специальность — механик-водитель среднего танка, был механиком-водителем танка Т-62 («[в Афганистане] мы сопровождали колонны, которые подвергались обстрелам»).
После службы в армии продолжил учёбу в университете. Был участником вузовского фестиваля «Студенческая весна» («Мы ездили с агитбригадами по районам. <…> Члены нашей команды, например, в студенческие годы были и призёрами „Студвесны“»). Работал в студенческом строительном отряде (ССО) в 1987—1989 годах; после окончания 3-го курса руководил бригадой стройотряда в Алатырском районе Чувашской АССР при ремонте и строительстве автомобильных и железных дорог; инспектировал по поручению областного Штаба ССО Чувашского обкома ВЛКСМ сводные сельхозотряды в Кантемирском районе Молдавской ССР.

### Административная и политическая карьера

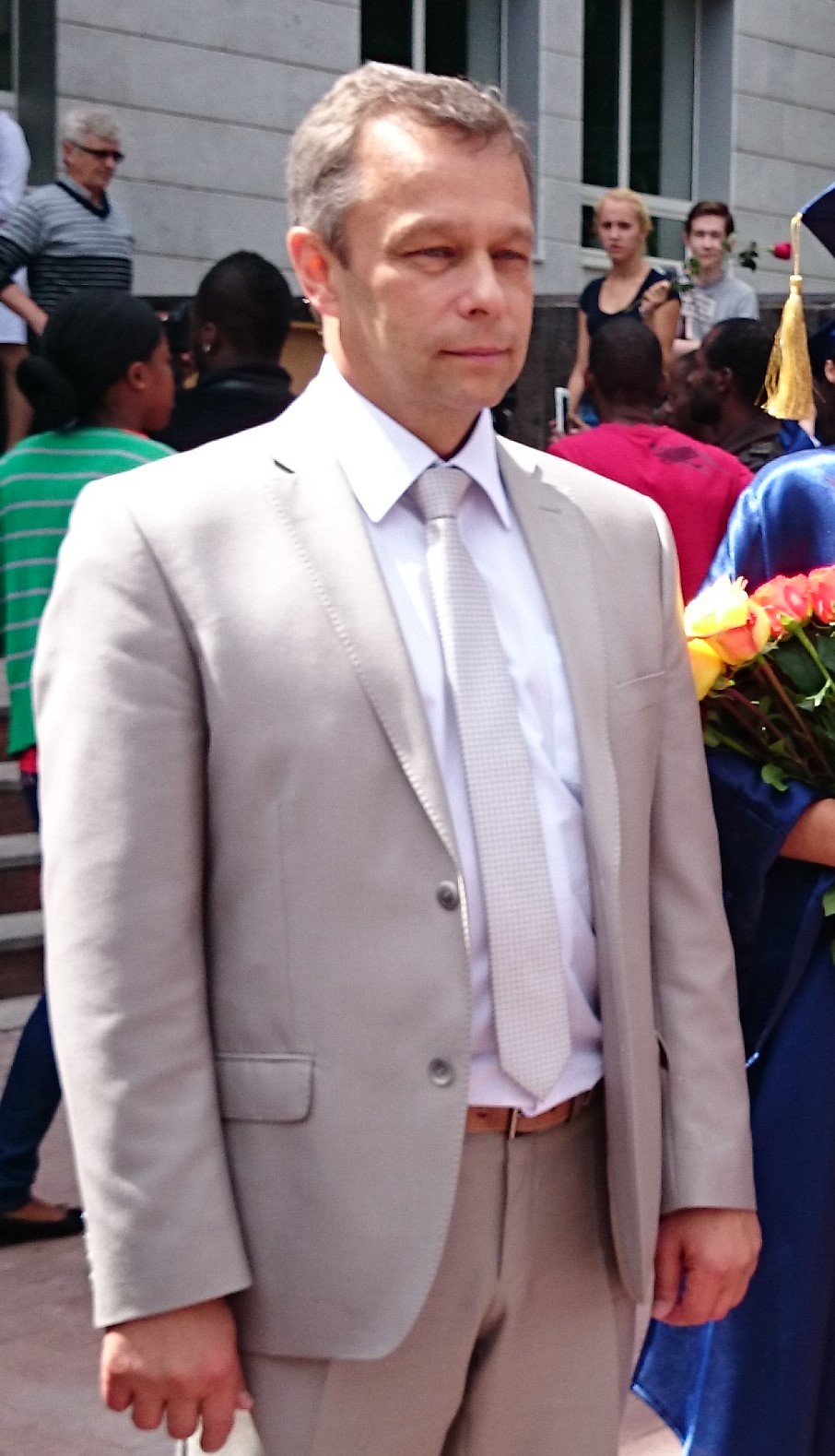
Александров А. Ю. 1 сентября 2014

В 1988—1992 годах работал в комсомольских и профсоюзных организациях ЧГУ им. И. Н. Ульянова: заместитель секретаря комитета ВЛКСМ вуза по организационной работе, заведующий отделом профсоюзного комитета вуза. В этот период — в 1990 году — Александров с отличием заканчивает историко-филологический факультет вуза по специальности «История». В 1992—1999 годах работает старшим инженером, начальником отдела социального развития университета. В 1997—1999 годах — заместитель проректора университета по организационной работе.
С 1990 по 1994 год являлся депутатом Совета народных депутатов Московского района города Чебоксары. С 1994 по 2000 год — член Чебоксарской городской избирательной комиссии по выборам Главы города Чебоксары и депутатов Чебоксарского городского собрания депутатов. С 1994 года — член профсоюзного комитета работников университета.
В 1997 году получил диплом об окончании юридического факультета ЧГУ им. И. Н. Ульянова вуза по специальности «Юриспруденция». В 1998 году участвовал в выборах в качества кандидата в депутаты Государственного совета Чувашской Республики от Студенческого избирательного округа № 73 (Чебоксары). С 1999 по 2000 год на государственной службе: консультант-советник председателя Государственного совета Чувашской Республики, руководитель Аппарата Государственного совета Чувашской Республики. В 2014 году Александров вспоминал о государственной службе: «Это была большая школа, но она не смогла оторвать меня от университета. Через два года вернулся в ЧГУ. Университетский дух мне близок».
С 2000 по 2010 год — начальник отдела (с 2003 — управления) социального развития ЧГУ им. И. Н. Ульянова; с 2010 — также заведующий Кафедрой публичного права юридического факультета; с 2000 по 2009 исполнял обязанности помощника ректора, секретаря ректората университета; с 2009 — учёный секретарь Учёного совета вуза; с 2010 по 2 января 2014 год — проректор по учебной работе университета.
В 2003—2006 годах являлся заместителем главного редактора и членом редакционной коллегии журнала «Семья в России».
Работал на общественных началах заместителем председателя Первичной профсоюзной организации работников ЧГУ им. И. Н. Ульянова, председателем Комиссии по социальному страхованию, общественному питанию, жилищно-бытовым вопросам, заместителем декана юридического факультета. Состоял членом рабочей группы Совета по модернизации системы образования при Главе Чувашии.
С 18 марта 2013 года — член Учёного совета Чувашского государственного института гуманитарных наук.
24 декабря 2013 года Александров в здании Интеллектуального центра Фундаментальной библиотеки МГУ имени М. В. Ломоносова принял участие в совместном заседании Российского Совета по олимпиадам школьников, Съезда Ассоциации классических университетов России, пленума Учебно-методического объединения по классическому университетскому образованию.
С 29 сентября 2015 года — член редакционной коллегии журнала «Изучение русской культуры», издаваемого Центром по изучению России Аньхойского университета (город Хэфэй, КНР). Главный редактор журнала «Вестник Чувашского университета».
С сентября 2016 года — депутат Государственного совета Чувашской Республики IV созыва от партии «Единая Россия». Член двух комитетов Государственного совета Чувашской Республики: (1) по социальной политике и национальным вопросам и (2) по бюджету, финансам и налогам. Является (2021) заместителем председателя Общественного совета при Главе Чувашской Республики по согласованию.
В 2021 году Андрей Александров стал одним из депутатов фракции «Единой России» в Госсовете Чувашии, получивших наивысший рейтинг перед выборами в парламент республики. На выборах в парламент республики 19 сентября 2021 года избран по одномандатному округу.
В июле 2022 года депутат А. Ю. Александров провёл приём жителей Чувашской Республики, на котором «один неравнодушный гражданин предложил свои решения, связанные с оптимизацией вузов и международном сотрудничестве» («Принял к сведению, будем обсуждать с заинтересованными сторонами»).

### Преподавательская и научная деятельность

Новый корпус ЧГУ им. И. Н. Ульянова — место расположения кафедр и аудиторий юридического факультета

Преподавательской деятельностью занимается с 1996 года. Преподавал на факультетах ЧГУ им. И. Н. Ульянова: юридическом, международных экономических отношений, экономики и менеджмента. Читал лекции по дисциплинам «Правовые акты органов государственной власти и управления», «Государственная служба».
В 2004 году подготовил диссертацию на соискание учёной степени кандидата экономических наук на тему «Формирование системы управления образовательным комплексом регионального классического университета». На 2016 год опубликовал свыше 100 научных, учебных и учебно-методических трудов по проблемам управления системой образования, социальной защиты населения, правотворческой деятельности государственных органов, является автором, соавтором и членом редакционных коллегий ряда книг.
Участвовал в выполнении научно-исследовательских работ по грантам Российского гуманитарного научного фонда, в рамках тематического плана по заданию Министерства образования и науки Российской Федерации.
Пишет статьи по проблемам развития высшего образования в Российской Федерации и по вопросам юриспруденции. В 2014 году Александров в одном из интервью отметил: «Если вы хотите, чтобы ваша статья, особенно по гуманитарным наукам, была опубликована за рубежом, напишите её в антироссийском духе. Скорее всего, она будет опубликована. Если же вы объективно освещаете российскую историю, ссылаетесь на достоверные источники, то, думаю, попасть в иностранный журнал будет гораздо сложнее». Из заявления А. Ю. Александрова — регионального координатора партийного проекта «Единой России» «Историческая память» — 20 апреля 2022 года: «Очень важно помнить свою историю, чтобы избежать трагедий прошлого. Особенно сейчас, когда подрастает молодое поколение, для которого ужасы фашизма — всего лишь строчки в учебнике. Существуют некие политические силы, которые пытаются исказить историю, показать молодым такую картинку, какая выгодна им».

### Ректорство
После принятия решения об уходе с должности ректора ЧГУ им. И. Н. Ульянова профессора В. Г. Агакова Учёным советом вуза, учёным советом юридического факультета Александров был выдвинут в качестве кандидата на должность ректора университета. Кандидатуру впоследствии одобрили учёные советы 16 факультетов. Выборные процедуры в вузе стартовали 20 сентября 2013 года.
2 октября 2013 года Учёный совет университета утвердил список претендентов на пост ректора, в который кроме Александрова вошли: министр образования молодёжной политики Чувашской Республики В. Н. Иванов, директор Чувашского государственного института гуманитарных наук Ю. Н. Исаев, заведующая Кафедрой социальных технологий Чебоксарского филиала РАНХиГС Н. Г. Семедова-Полупан, заведующий Кафедрой региональной экономики и предпринимательства ЧГУ А. Е. Яковлев. 8 ноября 2013 года на заседании Аттестационной комиссии Министерства образования и науки Российской Федерации под руководством министра Д. В. Ливанова были рассмотрены кандидатуры на должность ректора ЧГУ им. И. Н. Ульянова. В ходе рассмотрения были согласованы кандидатуры А. Ю. Александрова и Ю. Н. Исаева. 10 декабря 2013 года на конференции научно-педагогических работников, представителей других категорий работников и обучающихся в результате тайного голосования Александров был избран ректором ЧГУ им. И. Н. Ульянова. По итогам тайного голосования за кандидатуру Андрея Александрова проголосовали 207 из 221 делегата. Александров был утверждён в должности ректора Приказом Министра образования и науки Российской Федерации 23 декабря 2013 года с 3 января 2014 года по 2 января 2019 года. Перед выборами А. Ю. Александров отдельно озвучил, в частности, следующие задачи: «повышать поэтапно заработную плату работников университета и довести в 2018 году среднюю заработную плату профессорско-преподавательского состава до 200 % от уровня средней заработной платы по экономике Чувашской Республики» (2013); искать способных абитуриентов в чувашской диаспоре Российской Федерации.
30 января 2014 года избран председателем Совета ректоров вузов Чувашии; член Совета российского Союза ректоров и Совета ректоров вузов Приволжского федерального округа. 5 марта 2014 года Александров введён в состав Комиссии при Главе Чувашской Республики по Государственным премиям Чувашской Республики в области науки и техники.
8 апреля 2014 года при поддержке Кабинета Министров Чувашской Республики открыт Центр молодёжного инновационного творчества Чувашской Республики на базе машиностроительного факультета ЧГУ имени И. Н. Ульянова. С момента избрания ректором вуза Александров провёл рабочие встречи с исполняющим обязанности ректора Марийского государственного университета М. Н. Швецовым (5 марта 2014), с Главой Чувашии М. В. Игнатьевым (8 апреля 2014), с председателем Комитета по образованию Государственной думы В. А. Никоновым (30 октября 2014). 19 мая 2014 года принял участие в заседании общего собрания Российского исторического общества в Российском государственном гуманитарном университете.
| |
| Ректор А. Ю. Александров с «лучшими выпускниками ЧГУ им. И. Н. Ульянова 2016 года» Чебоксары, июнь 2016 |

10 июля 2014 года на внеочередном съезде Российского Союза ректоров был включён в Совет Союза. В июле 2014 года на основании решения Аккредитационной коллегии Федеральной службы по надзору в сфере образования и науки А. Ю. Александров включён в состав созданной Советом ректоров вузов Чувашской Республики рабочей группы по оценке качества высшего образования в Чувашской Республике. В 2015 году являлся помощником члена Совета Федерации К. И. Косачева по работе в Совете Федерации, Совета Евразийской ассоциации университетов.
А. Ю. Александров является сторонником отсрочки от призыва в армию выпускников вузов, работающих на предприятиях оборонно-промышленного комплекса («считаю, что такие меры действительно позволят существенно укрепить кадровый потенциал такого стратегически важного сектора экономики, как „оборонка“»).
9 октября 2015 года была проведена рабочая встреча с Главой Чувашской Республики М. В. Игнатьевым; на встрече обсуждались итоги рабочей поездки ректора в провинцию Аньхой Китайской Народной Республики; ректор сообщил, что «Недавно университет открыл кафедру колёсных и гусеничных машин. Это уникальная кафедра, на сегодняшний день она есть лишь в нескольких вузах страны».
16 ноября 2018 года на заседании Аттестационной комиссии Министерства науки и высшего образования Российской Федерации были рассмотрены кандидатуры на должность ректора ЧГУ им. И. Н. Ульянова. По итогам рассмотрения были согласованы кандидатуры А. Ю. Александрова, проректора по научной работе ЧГУ им. И. Н. Ульянова Е. Н. Кадышева и заведующего кафедрой истории и культуры зарубежных стран ЧГУ им. И. Н. Ульянова О. Н. Широкова. 12 декабря 2018 года А. Ю. Александров был переизбран на должность ректора.
В июле 2022 года посетил самопровозглашённую Донецкую Народную Республику, где в Донецке подписал соглашение о взаимодействии в научной, образовательной и воспитательной сферах деятельности с ректором ДонНТУ Александром Аноприенко.
19 марта 2024 года Андрей Александров утверждён ректором ЧГУ им. И. Н. Ульянова на третий пятилетний срок.

## Личная жизнь, семья, убеждения

### Семья
Андрей Александров живёт в городе Чебоксары. Супруга — Надежда Александрова, с которой познакомились и поженились в студенческие годы. Дочь Екатерина — специалист по инвестициям, окончила школу с серебряной медалью. Сын Михаил — в 2016 году был учеником 10 класса; с 2018 года — студент факультета международных отношений МГИМО.
Дед по материнской линии Фёдоров Гурий Фёдорович родился деревне Лапракасы Ядринского уезда 24 сентября 1913 года. В 1932 году окончил Марпосадский техникум землеустройства и мелиорации. В 1934 году по направлению НКЗ СССР выехал в Дальневосточный край, где до 1935 года работал начальником изыскательской партии и топографом Верхнезатской экспедиции Байкало-Амурской магистрали. С 1935 по 1936 год работал старшим проектировщиком в управлении землеустройства и мелиорации наркомата земледелия. С 1936 по 1938 год — в рядах Красной Армии на действительной военной службе; с 1937 по 1938 год — начальник склада автобронетанкового имущества в войсковой части № 6055; в ноябре 1938 года демобилизован. С 1938 по 1939 год — старший топограф в управлении землеустройства и картографии наркомата земледелия Чувашской АССР; с 1939 по 1941 год — старший землеустроитель. С 1941 по 1942 год — старший инженер на строительстве военно-полевых сооружений 12-го армейского управления. 10 мая 1942 года Советским РВК Чувашской АССР проживавший в селе Советское Гурий Фёдоров был призван в армию, и направлен в Арзамаское училище на переаттестацию и присвоение звания лейтенанта. После окончания миномётного училища в декабре 1942 года направлен в распоряжение Волховского фронта, где был командиром взвода миномётной батареи в 82-м стрелковом полку. В 1944 году был тяжело ранен на подступах города Риги и находился в госпитале № 3478; после лечения назначен командиром взвода миномётной батареи в 1258-м стрелковом полку. После расформирования 378-й стрелковой дивизии назначен командиром взвода боепитания 193-го артполка и был там до 12 августа 1945 года. С ноября 1945 года — начальник артснабжения 85-го мотомехполка 26-й мотомехдивизии. Участвовал в наступательных операциях под Нарвой, под Ригой, под Новгородом. Командовал миномётным взводом на Волховском и 2-м Прибалтийском фронтах. За успешное форсирование реки Дриссы 18 июля 1944 года лейтенант 1258-го стрелкового полка 378-й стрелковой дивизии Гурий Фёдоров был награждён орденом Красной Звезды. Дошёл до Берлина; демобилизован 20 сентября 1946 года. Умер 28 апреля 1963 года.

### Увлечения и убеждения
Андрей Александров увлекается футболом; пропагандирует спортивный образ жизни; более тридцати лет (2014), начиная со студенческих, участвует в легкоатлетических соревнованиях на призы вузовской газеты «Ульяновец». Андрей Александров — член Ассоциации юристов России, член Чувашской республиканской организации Общероссийской общественной организации инвалидов войны в Афганистане и военной травмы — «Инвалиды войны».
В интервью 2015 года к писателям и их произведениям, которых он мог бы порекомендовать, в первую очередь отнёс А. С. Пушкина, Л. Н. Толстого, А. П. Чехова и Б. Л. Васильева («А зори здесь тихие»); в интервью 2016 года среди любимых книг также выделил «Белую гвардию» М. А. Булгакова (который, по мнению А. Ю. Александрова, «пишет о России с большой любовью, с большой болью; <…> все его романы пронизаны заботой о своей Родине»), серию исторических детективов Бориса Акунина о Фандорине, рассказы М. А. Шолохова, военные произведения Ю. В. Бондарева («Берег», «Горячий снег»), «деревенская» проза В. П. Астафьева, повествования об Остапе Бендере Ильфа и Петрова (роман «12 стульев» прочитал «раз пять»).
В интервью в 2017 году на вопрос о любимом моменте романа «12 стульев» ответил: «Бендер очень убедителен и уверенно движется к цели. И многим в жизни этого не хватает. Вот со средствами его не согласен — обман, мошенничество. Это не для нас. <…> / Сеанс одновременной игры в шахматы. Очень нравилось, как этот „гроссмейстер“ в неведении держал столько людей и приличных игроков! <…> / И вообще я всегда удивлялся, как в строгой советской цензуре разрешили публиковать произведения Ильфа и Петрова. Там же сквозит насмешка над издержками того строя».
30 марта 2021 года в Доме научной коллаборации им С. А. Абрукова на заседании Детского общественного совета при Уполномоченном по правам ребёнка в Чувашской Республике Андрей Юрьевич отметил важность «саморазвития, умения ставить перед собой большие цели и всеми силами их добиваться, двигаться только вперед и ориентироваться на успех».
В интервью главному редактору газеты «Советская Чувашия» (2021): «1917... <…> Вот этот лозунг „Мы сначала сотрём, уберём, разрушим, а затем...“... А вот на вопрос „Затем что будет“, как правило, к сожалению, революционеры не отвечают...».
Имеет профиль в социальной сети «ВКонтакте» («Личные [фотографии] не выкладываю — на то они и личные!»). Играет в компьютерные игры («Ралли»). Автолюбитель; путешествует по российским городам («Золотое кольцо России»).

## Отзывы и санкции
Почётный работник высшего профессионального образования Российской Федерации В. А. Щедрин об Александрове (декабрь, 2013): «Он <…> прошёл большую научную и управленческую школу в нашем вузе, и мы считаем, что он сможет оправдать наше доверие. <…> работать ему в перманентных условиях непонятного реформирования всей системы науки и образования <…> будет очень трудно. Но удержать позиции будет тяжело. Поэтому коллектив ЧГУ, я уверен, окажет всю необходимую поддержку вновь избранному ректору».
Чувашский публицист В. Н. Долгов (10 декабря 2013, в день избрания Александрова ректором): «Кандидат выступал убедительно, уверенно и продемонстрировал ораторское мастерство. Удается кратко переговорить с новым ректором. <…> Задаю вопрос на чувашском языке, но разговор продолжается на русском. <…> Он оказался земляком, а не варягом. Хотя формально и родился не в Чувашии. И в ЧГУ он свой человек, хорошо зарекомендовавший себя успешной работой. Значит, за главный вуз Чувашии мы можем быть спокойны».
По мнению журналиста С. Миролюбова, Александрова можно назвать человеком «из команды ректора-президента ЧувГУ Льва Куракова». Миролюбов пишет: «Куда поведёт корабль под названием ЧувГУ Андрей Юрьевич, пока неясно, но одно можно сказать точно: битву за главный вуз Чувашии команда Игнатьева проиграла. Вероятно, опытный боец Александров поначалу, скорей всего, будет придерживаться нейтралитета. И, возможно, даже вернёт в Alma mater Льва Пантелеймоновича. А там — как „карта ляжет“. Политическая».
В Информационном бюллетене «Команда нашего округа», использованной в 2016 году партией «Единая Россия» в Приволжском избирательном округе № 20 (Чебоксары), были приведены сведения об А. Ю. Александрове: «ректор ведущего вуза <…> далеко не кратко упомянут в столь ценимой молодёжью Википедии».
6 марта 2022 года после вторжения России на Украину подписал письмо в поддержу российской агрессии. С 9 июня 2022 года находится под персональными санкциями Украины за поддержку войны. Также был внесён ФБК в список коррупционеров и разжигателей войны за поддержку нападения на Украину, 16 марта 2022 года форумом свободной России внесён в санкционный «Список Путина» с предложением введения против него международных санкций.

## Награды

### Награды СССР и Российской Федерации
- Юбилейная медаль «70 лет Вооружённых Сил СССР» (от 22 февраля 1988[31][66]; СССР);
- Медаль «За заслуги в проведении Всероссийской переписи населения» (2002);
- Почётная грамота Министерства образования и науки Российской Федерации (2009);
- Почётный работник высшего профессионального образования Российской Федерации (2013);
- Медаль «В память 25-летия окончания боевых действий в Афганистане» (2014, Министерство обороны Российской Федерации);
- Медаль «За содействие донорскому движению» (2016, Федеральное медико-биологическое агентство)[67];
- Благодарность полномочного представителя Президента Российской Федерации в Приволжском федеральном округе (5 февраля 2020);

### Награда Афганистана
- Медаль «Воину-интернационалисту от благодарного афганского народа» (№ 240 от 13 июля 1989[31][66]; ДРА);

### Награды Чувашской Республики
- Медаль ордена «За заслуги перед Чувашской Республикой» (2024);
- Памятная медаль «20 лет Государственному совету Чувашской Республики» (2014);
- Почётная грамота Министерства по физической культуре, спорту и туризму Чувашской Республики;
- Памятная медаль «100-летие образования Чувашской автономной области» (2020).

### Муниципальные награды
- Почётная грамота Чебоксарского городского собрания депутатов (2015);
- Юбилейная медаль «В память о 550-летии города Чебоксары» (2019).

### Награды негосударственных организаций
- Медаль «100 лет профсоюзам России» (2006, награда Федерации независимых профсоюзов России);
- Медаль «Ветеран боевых действий» (награда Комитета по делам воинов-Интернационалистов при Совете глав правительств государств — участников Содружества);
- Грамота Чувашского республиканского комитета Профсоюза работников народного образования и науки Российской Федерации;
- Почётная грамота Чувашской республиканской организации Общероссийской общественной организации инвалидов войны в Афганистане и военной травмы — «Инвалиды войны».
- Победитель в номинации «Ректор года» X Всероссийского конкурса в сфере развития органов студенческого самоуправления «Студенческий актив» (23 июня 2016; организаторы — Совет проректоров по воспитательной работе образовательных организаций высшего образования России, Московский Студенческий Центр);
- Грамота Совета муниципальных образований Чувашской Республики.

## Работы
- Александров А. Ю. Конституционные основы реформы высшего профессионального образования в Российской Федерации // Актуальные проблемы юридической науки и правоприменительной практики: Сборник материалов 3-й Международной научно-практической конференции (Чебоксары, 12 декабря 2013 г.). — Чебоксары: Издательство ЧГУ им. И. Н. Ульянова, 2013. — С. 4-8.
- Александров А. Ю. Концепция опережающего образования в рамках многоуровневой организации образовательного процесса // Известия Российской академии образования. 2002. — № 1. — С. 67-69.
- Александров А. Ю. Корпоративная социальная ответственность: конспект лекций / А. Ю. Александров, Н. В. Бондаренко. — Чебоксары: Издательство ЧГУ им. И. Н. Ульянова, 2013. — 95 с. ISBN 978-5-7677-1828-3
- Александров А. Ю. Модернизация региональной системы образования. // Социальная политика в рыночной экономике: Материалы межвуз. науч.-практ. конф. — Чебоксары: Изд-во Чуваш, ун-та, 2001. — С. 25-29.
- Александров А. Ю. Особенности маркетинга в образовательной среде // Вопросы совершенствования социально-экономических отношений в условиях рынка: Межвуз. сб. науч. трудов. — М.: Вуз и школа, 2003. — С. 27-38.
- Александров А. Ю. Планирование развития системы образования // Прогнозирование и планирование социально-экономического развития регионов: Материалы Всерос. науч.-практ. конф. — Чебоксары: Изд-во Чуваш. ун-та, 1999. — С. 18-20.
- Александров А. Ю. Проблемы законодательного регулирования системы образования // Проблемы становления правового государства и гражданского общества в России. Материалы межвузовской научно-практической конференции, 12 декабря 2000 г. г. Чебоксары. — Чебоксары: Издательство ЧГУ им. И. Н. Ульянова, 2001. — с. 3-6
- Александров А. Ю. Пути совершенствования высшего юридического образования // Актуальные проблемы юридической науки и правоприменительной практики: Сборник материалов научно-практической конференции (Чебоксары, 2 декабря 2011 г.). — Чебоксары: Издательство ЧГУ им. И. Н. Ульянова, 2013. — с. 20-23
- Александров А. Ю. Финансирование образования // Интеграция образования. Федеральный научно-методический журнал регионального учебного округа при МГУ им. Н. П. Огарёва. 1999. — № 3. — С. 9-11.
- Александров А. Ю. Формирование системы управления образовательным комплексом регионального классического университета // www.dissercat.com
- Александров А. Ю., Афанасьев В. В. На основе традиций — к инновациям // www.vovr.ru
- Александров А. Ю., Кадышев Е. Н. Развитие качества образовательных услуг // Формирование профессиональной культуры специалистов XXI века в техническом университете: Труды междунар. науч.-практ. конф. — СПб.: Изд-во СПбГТУ, 2002. — С. 81-83.
- Александров А. Ю., Кураков В. Л. Формирование социально ориентированного образовательного комплекса Чувашского госуниверситета // Высшая школа в системе гражданского общества. — М.: Вуз и школа, 2003. — С. 36—55.
- Кураков В. Л. Образование в системе социальной сферы / В. Л. Кураков, А. Ю. Александров. — М.: Вуз и школа, 2004. — 260 с. ISBN 5-94378-100-5
- Кураков В. Л. Основные ориентиры развития системы образования России / В. Л. Кураков, А. Ю. Александров // Семья в России. 2004. — № 1. — С. 53-80.
- Парламентское право Чувашской Республики: хрестоматия. / Авторы-составители: А. Ю. Александров, А. А. Чинчиков. — Чебоксары: Издательство ЧГУ им. И. Н. Ульянова, 2002. — 223 с. ISBN 5-7677-0658-1
- Социальная политика и формирование здорового образа жизни молодёжи. / В. Л. Кураков, А. Ю. Александров, А. П. Данилов, А. Л. Кураков. — Чебоксары: Издательство ЧГУ им. И. Н. Ульянова, 2004. — 237 с. ISBN 5-7677-0801-0
- Экономика, управление, образование / Редкол.: С. В. Дармодехин, В. Г. Агаков, А. Ю. Александров. — М.: Вуз и школа, 2005. — 332 с.
- Экономические аспекты развития нормативно-правовой основы обеспечения парламентской деятельности в Российской Федерации. Материалы круглого стола в рамках VII Петербургского экономического форума. / Редкол.: Александров А. Ю., Братцев В. И., Волгин С. Г., Данилов А. П., Кулаков В. Ф., Кураков Л. П. — Москва: Вуз и школа, 2003. — 124 с.